# Synargis nymphidioides
Synargis nymphidioides is een vlindersoort uit de familie van de prachtvlinders (Riodinidae), onderfamilie Riodininae.
Synargis nymphidioides werd in 1872 beschreven door Butler.